# Planetary Science Decadal Survey
La Planetary Science Decadal Survey és una publicació del United States National Research Council produït per la NASA i altres agències governamentals dels Estats Units, com ara la National Science Foundation El document identifica les qüestions clau de la ciència planetària i esbossa les recomanacions per a l'exploració espacial i terrestre deu anys més endavant. Les missions per recollir dades per respondre a aquestes grans preguntes es descriuen i prioritzen, si escau.
Un altre objectiu principal del programa és mantenir un equilibri global en l'exploració espacial, on, en un any determinat, l'enfocament pot canviar a un objectiu d'interès, amb escales de temps de 10 a 15 anys, la direcció general i l'abast dels programes es fa de la manera desitjada.

## 2013-2022, Visions and Voyages for Planetary Science
La Visions and Voyages for Planetary Science in the Decade 2013 – 2022 (2011) es va publicar en forma de publicació prèvia el 7 de març de 2011, i en forma definitiva més tard aquest any. Les versions preliminars del document es van presentar en reunions municipals a tot el país, en conferències lunars i planetàries, i es van posar a disposició del públic al lloc web de la NASA i per mitjà de la National Academies Press. L'informe difereix dels informes anteriors, ja que incloïa una revisió pressupostària "brutalment honesta" d'un contractista extern.
L'informe va destacar un nou vehicle mòbil de Mart, una missió a la lluna Europa de Júpiter i una missió a Urà i les seves llunes, segons el proposat en el Programa Flagship. La missió de Mart va rebre la màxima prioritat, seguida de la missió d'Europa. La proposta del vehicle a Mart es va anomenar MAX-C i emmagatzemaria mostres per a un eventual retorn a la Terra, però el mètode de retorn va quedar obert. Només es recomanaria la missió del vehicle mòbil si es podria fer prou barat (2.500 de dòlars americans).
Steve Squyres, de la Universitat de Cornell, va dirigir el comitè que va produir l'enquesta i va incloure 5 panells que es van enfocar en els planetes interiors (Mercuri, Venus, i la Lluna), Mart (sense incloure a Fobos i Deimos), els planetes gegants gasosos, satèl·lits (satèl·lits galileans, Tità i altres satèl·lits dels planetes gegants) i cossos primitius (asteroides, cometes, Fobos, Deimos, Plutó/Caront i altres objectes del cinturó de Kuiper, meteorits, i pols interplanetària).

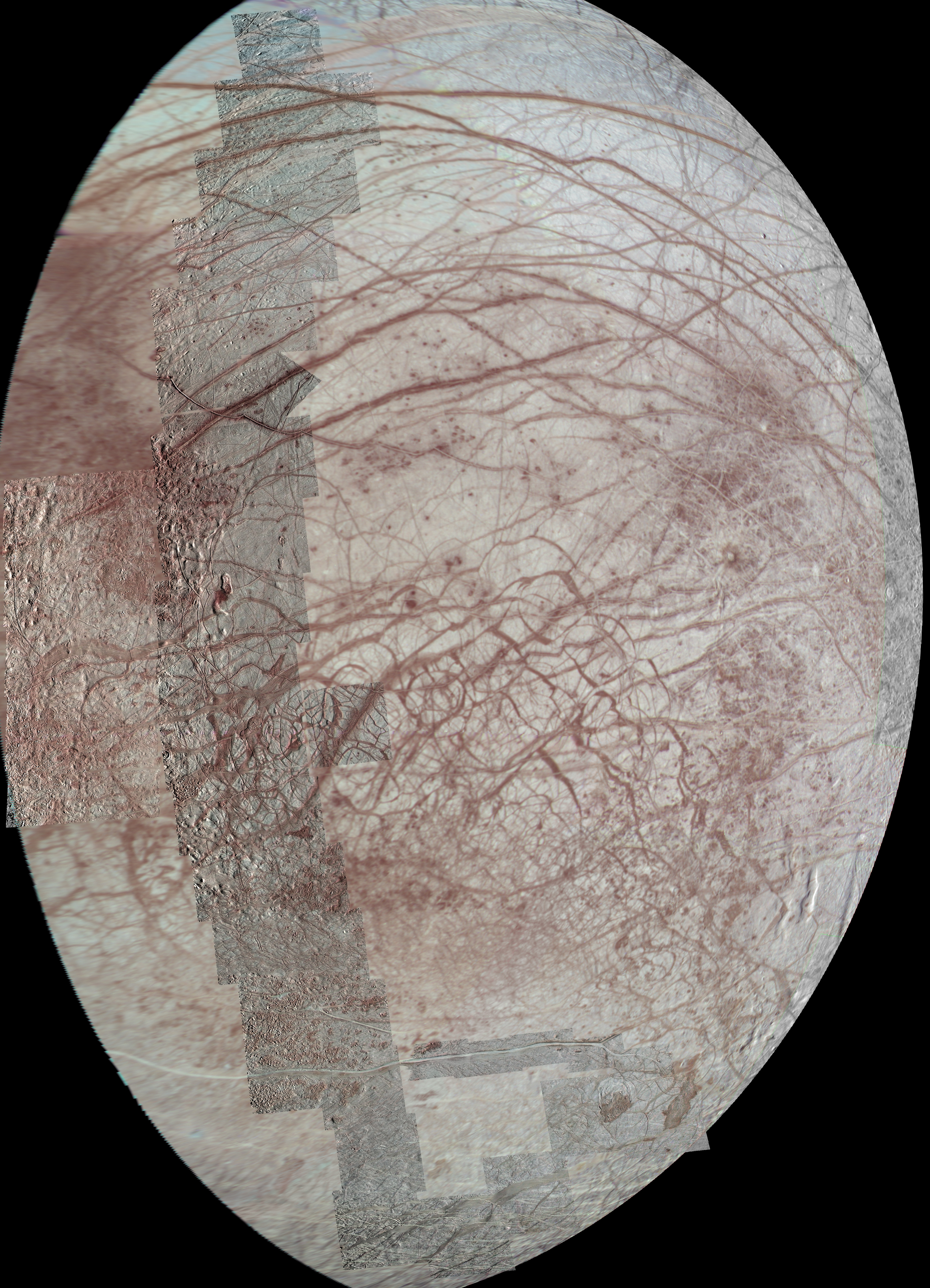
Una missió anterior recollia les dades d'aquest mosaic d'Europa, una lluna joviana

Publicacions sobre missions i estudis tecnològics:
- Mercury Lander Mission Concept Study
- Venus Mobile Explorer Mission Concept Study
- Venus Intrepid Tessera Lander Concept Study
- Venus Climate Mission Concept Study
- Lunar Geophysical Network Concept Study
- Lunar Polar Volatiles Explorer Mission Concept Study
- Near Earth Asteroid Trajectory Opportunities in 2020–2024
- Mars 2018 MAX-C Caching Rover Concept Study
- Mars Sample Return Orbiter Mission Concept Study
- Mars Sample Return Lander Mission Concept Study
- Mars 2018 Sky Crane Capability Study
- Mars Geophysical Network Options
- Mars Geophysical Network Concept Study
- Mars Polar Climate Concepts
- Jupiter Europa Orbiter (component of EJSM) Concept Study
- Io Observer Concept Study
- Ganymede Orbiter Concept Study
- Trojan Tour Concept Study
- Titan Saturn System Mission
- Saturn Atmospheric Entry Probe Trade Study
- Saturn Atmospheric Entry Probe Mission Concept Study
- Saturn Ring Observer Concept Study
- Enceladus Flyby & Sample Return Concept Studies
- Enceladus Orbiter Concept Study
- Titan Lake Probe Concept Study
- Chiron Orbiter Mission Concept Study
- Uranus and Neptune Orbiter and Probe Concept Studies
- Neptune-Triton-Kuiper Belt Objects Mission Concept Study
- Comet Surface Sample Return Mission Concept Study
- Cryogenic Comet Nucleus Sample Return Mission Technology Study
- Small Fission Power System Feasibility Study

Per al programa New Frontiers es van seleccionar diversos projectes entre els quals destacaven prendre mostres de la superfície d'un cometa i tornar a la Terra, prendre mostres del pol sud de la Lluna, prendre mostres de la Conca Aitken i tornar a la Terra, viatjar fins als troians de Júpiter i tornar a la Terra i Venus In Situ Explorer. En una selecció posterior es van afegir l'observació de la lluna Io, realitzar una xarxa geofísica de la Lluna (per la New Frontiers 4 i 5). En la resposta de la NASA a la revisió de 2011, la NASA va donar suport les recomanacions de New Frontiers. (Les tres primeres missions New Frontiers inclouen la New Horizons per sobrevolar a Plutó, l'orbitador Juno a Jupiter, i la missió de retorn de mostres Osiris-Rex NEO).
Per a la revisió d'astrofísica vegeu Astronomy and Astrophysics Decadal Survey.

## Enquestes de ciència planetària de la NASA i estudis de direcció anteriors

### 2003-2013, Noves Fronteres del Sistema Solar

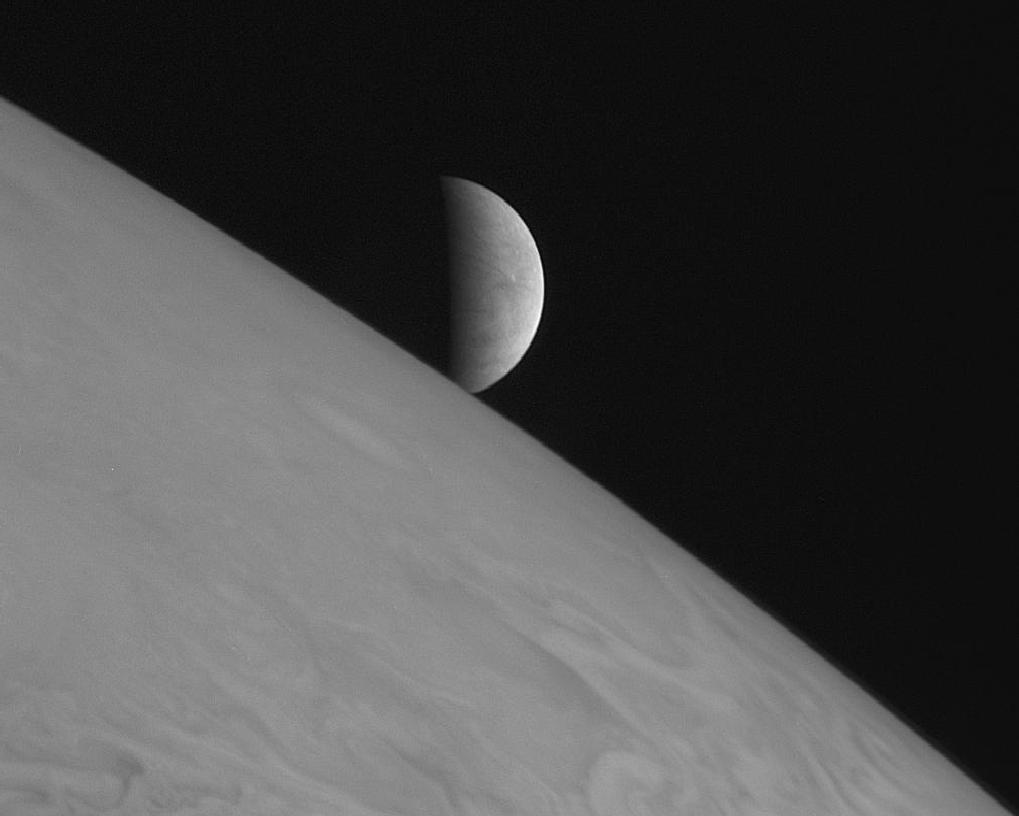
Júpiter i Europa vist per New Horizons el 2007

L'estudi previ, New Frontiers in the Solar System: An Integrated Exploration Strategy 2003–2013 va ser publicada per la National Academies Press, l'any 2003. El comitè que va produir l'enquesta va ser dirigida per Michael J. Belton. Els 5 panells es van centrar en els planetes interns, Mart, els planetes gegants, els satèl·lits grans i l'astrobiologia. L'enquesta va posar gran èmfasi en l'exploració de Mart, inclosa les Mars Exploration Rovers, establerta del programa New Frontiers, que inclou la missió de New Horizons per estudiar Plutó i va establir programes de potència i propulsió per establir bases tecnològiques per a programes en dècades posteriors, incloses missions tripulades més enllà de l'òrbita terrestre.

### 1995 al 2015, Ciència Espacial alseglexxi, els imperatius de les Dècades
Encara que no es va titular com una enquesta decennal, l'Space Studies Board va publicar un pla de ciència planetària que abasta 1995-2015. L'informe va recomanar un enfocament en "missions similars a Galileo per estudiar Saturn, Urà i Neptú", inclosa una missió per reunir-se amb els anells de Saturn i estudiar Tità. També va recomanar l'estudi de la lluna amb un "Lunar Geoscience Orbiter", una xarxa de vehicles lunars i una mostra de retorn de la superfície lunar. L'informe va recomanar a un Mercury Orbiter que estudiés no només aquest planeta, sinó també un estudi solar. Es va planificar un "Programa d'estudi extens de Mart" que comença amb la missió Mars Pathfinder per al 1995, que serà seguit per un en 1998 per tornar mostres a la Terra per al seu estudi. L'estudi dels cossos primitius, com un cometa o un asteroide, es va recomanar com una missió de sobrevol dels asteroides Apol·lo i Amor.

### 1986-1996, una estratègia per a l'exploració dels planetes exteriors

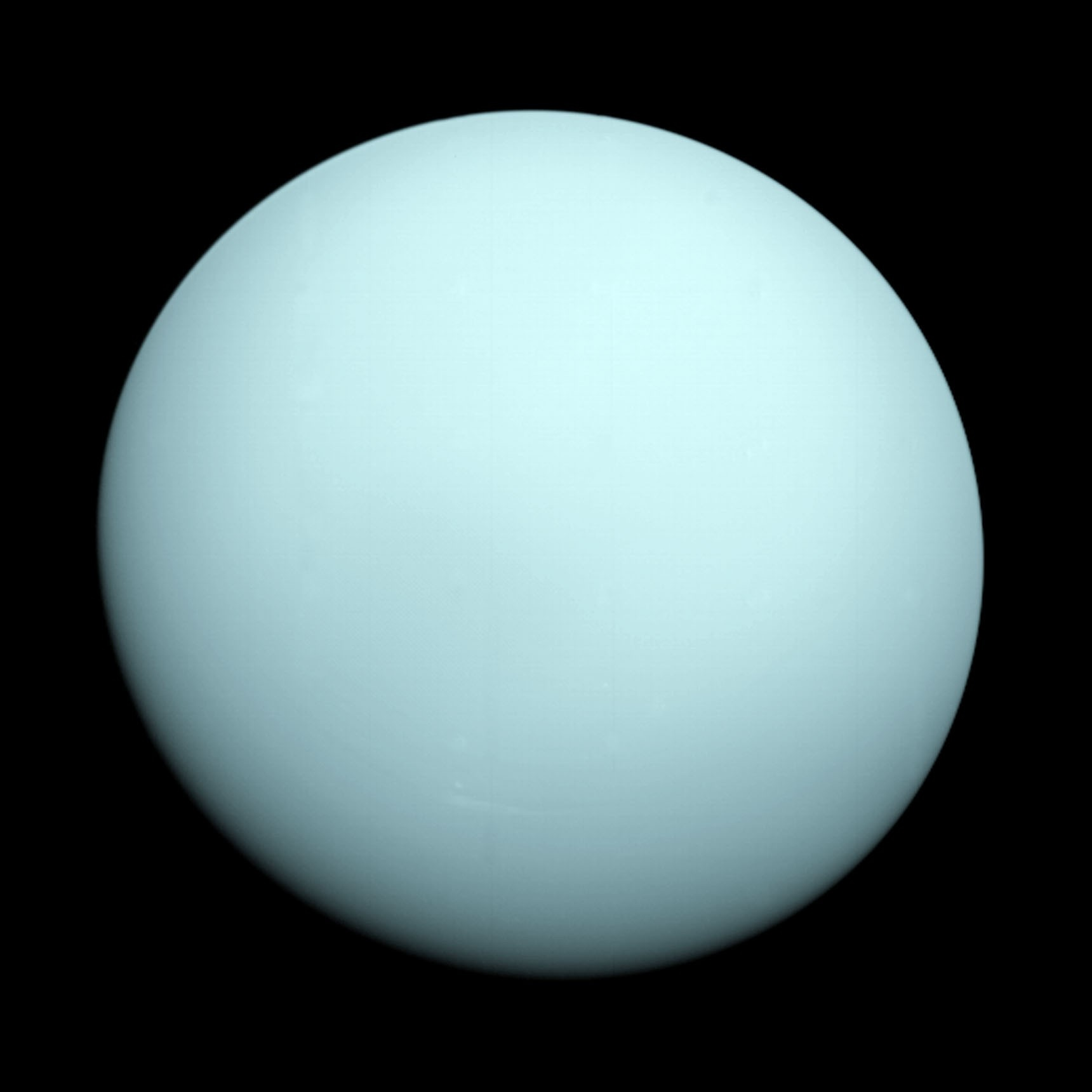
Urà el 1986

L'estudi va tenir en compte l'èxit dels últims objectius, l'exploració dels planetes exteriors, especialment Júpiter i Saturn, però va assenyalar la manca d'exploració de cossos més petits com asteroides i cometes.

### 1977-1987, estratègia per a l'exploració dels planetes interiors
Encara que no es tractava d'una enquesta decennal, l'informe de ciències espacials de 1975 incloïa l'exploració dels planetes exteriors.

### 1968–1975, exploració planetària
Publicat a l'estiu de 1968, va revisar la comprensió passada i actual del Sistema Solar i va recomanar diverses missions noves. Es van donar prioritat als objectius següents:
1. Júpiter
2. Mart
3. Venus
4. Mercuri

### 1965, l'estudi del forat de Wood

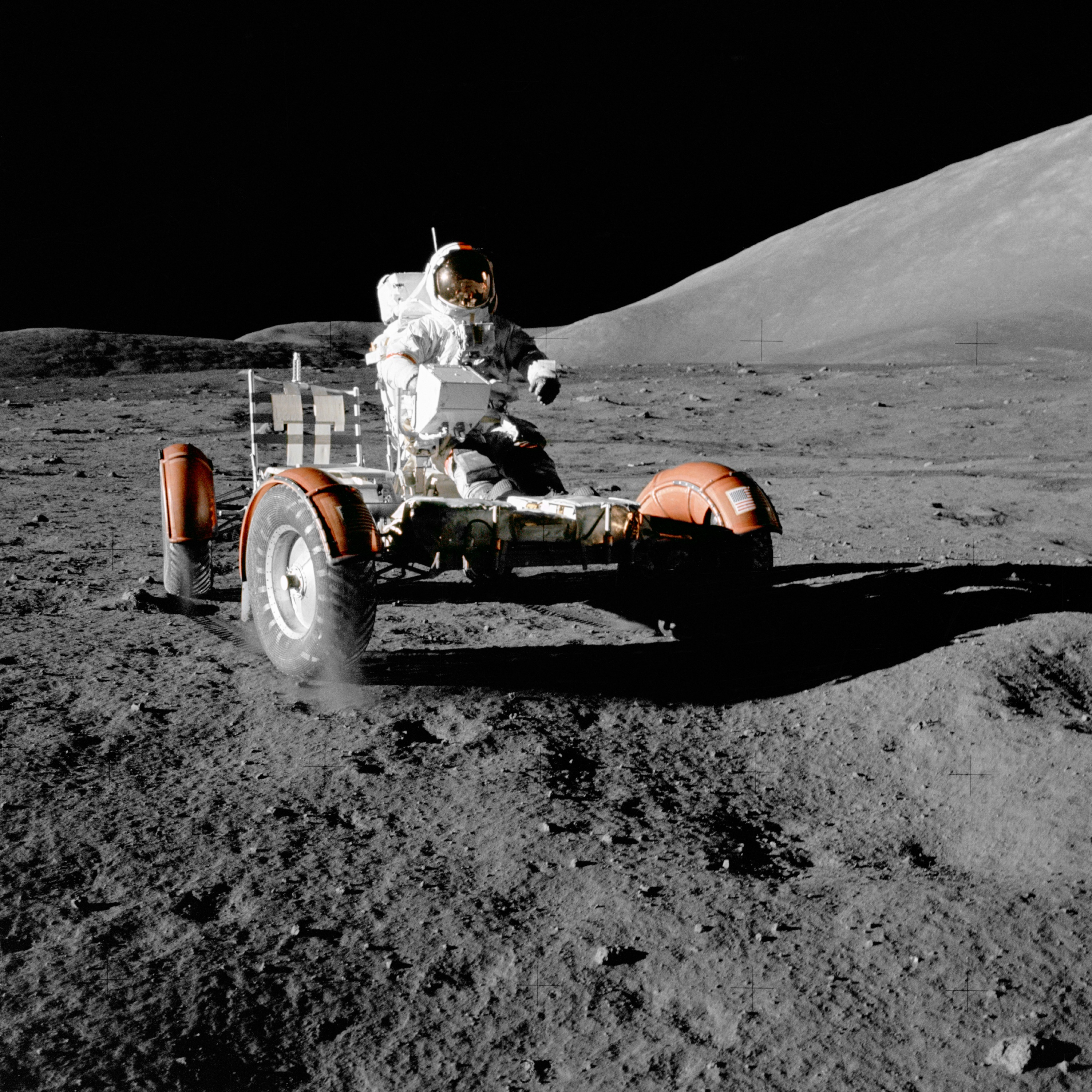
Vehicle itinerant lunar de l'Apollo 17, 1972

A l'estiu de 1965, l'Space Science Board va revisar les oportunitats científiques lunars i planetàries. L'exploració espacial, l'astronomia i els humans a l'espai eren temes importants. Aquestes reunions van reunir idees importants com la Gran gira, l'estudi dels planetes exteriors i el sol, i els grans telescopis espacials, i el 1969 i 1970 va haver-hi reunions addicionals en el forat de Woods que van influir en alguns dels grans projectes de la dècada del 1970. Aquest estudi també va mostrar signes de com la comunitat científica va començar a desviar l'entusiasme del públic sobre l'exploració tripulada de l'espai en els projectes científics més excèntrics, marcant un canvi d'un paper més de suport per realment prendre el lloc de l'exploració tripulada. L'estudi va marcar una distinció entre missions tripulades i no tripulades, establint les bases per a una col·lisió entre dos conceptes en els quals els científics explorarien el sistema solar des de la Terra utilitzant vehicles no tripulats perquè això, en lloc de l'exploració humana com un fi en si mateix i el suport de la ciència. Sense botes a terra, l'interès públic es va desplomar deixant als astronautes el propòsit de fer encara més experiments científics.